# Lijst van beschermd erfgoed in Clavier
Onderstaande tabel geeft een overzicht van de beschermde erfgoederen in de gemeente Clavier. Het beschermd erfgoed maakt deel uit van het cultureel erfgoed in België.
| Object | Bouwjaar/architect | Deelgemeente           | Adres                                        | Coördinaten                   | Nummer?                | Afbeelding |
| --- | ------------------ | ---------------------- | -------------------------------------------- | ----------------------------- | ---------------------- | --- |
| Grenspaal genaamd "Li pire al gatte" |                    |                        |                                              | 50° 25' 40" NB, 5° 24' 35" OL | 61012-CLT-0001-01 Info | |
| Het koor en het middenschip van de kerk Saint-Lambert |                    | Bois-et-Borsu          | Bois                                         | 50° 23' 51" NB, 5° 20' 15" OL | 61012-CLT-0005-01 Info | Het koor en het middenschip van de kerk Saint-Lambert |
| Toren van de kerk Saint-Martin |                    | Les Avins              | les Avins-en-Condroz                         | 50° 24' 56" NB, 5° 17' 58" OL | 61012-CLT-0006-01 Info | |
| "Pierre au sacrement", openbaar plein genaamd "Bati de Pair", de straat chemin de Messe en de lindeboom van Patte d'Oise |                    | Pair                   |                                              | 50° 26' 39" NB, 5° 24' 9" OL  | 61012-CLT-0007-01 Info | "Pierre au sacrement", openbaar plein genaamd "Bati de Pair", de straat chemin de Messe en de lindeboom van Patte d'Oise |
| Orgels van de kerk Saint-Martin |                    | Les Avins              |                                              | 50° 24' 56" NB, 5° 17' 58" OL | 61012-CLT-0008-01 Info | |
| Kerk Saint-Remacle |                    | Ocquier                |                                              | 50° 23' 47" NB, 5° 23' 44" OL | 61012-CLT-0010-01 Info | Kerk Saint-Remacle |
| Ensemble van de muren die het Cour des Moine vormen en de daken en bekleding |                    | Ocquier                |                                              | 50° 23' 50" NB, 5° 23' 44" OL | 61012-CLT-0011-01 Info | Ensemble van de muren die het Cour des Moine vormen en de daken en bekleding |
| Kapel Notre-Dame (Kapel de la Sainte-Vierge) |                    | Saint-Fontaine(Pailhe) |                                              | 50° 24' 50" NB, 5° 14' 39" OL | 61012-CLT-0012-01 Info | Kapel Notre-Dame (Kapel de la Sainte-Vierge) |
| Twee lindebomen links en rechts van de ingang van de begraafplaats aan de plaats "Bati de Pair" in het gehucht Pair |                    | Pair (Clavier)         |                                              | 50° 26' 31" NB, 5° 24' 9" OL  | 61012-CLT-0013-01 Info | Twee lindebomen links en rechts van de ingang van de begraafplaats aan de plaats "Bati de Pair" in het gehucht Pair |
| Ensemble van het kasteel van Vervoz en de omliggende terreinen |                    | Ocquier                |                                              | 50° 23' 33" NB, 5° 21' 45" OL | 61012-CLT-0014-01 Info | Ensemble van het kasteel van Vervoz en de omliggende terreinen |
| IJskelder en de waterpomp van het kasteel |                    |                        | Allée du puits, Ochain                       | 50° 25' 44" NB, 5° 21' 58" OL | 61012-CLT-0015-01 Info | IJskelder en de waterpomp van het kasteel |
| Gevels en daken van het huis |                    | Clavier                | rue Roi Albert n°1                           | 50° 25' 37" NB, 5° 21' 24" OL | 61012-CLT-0016-01 Info | |
| Orgels en het oksaal van de kerk Saint-Martin |                    | Bois-et-Borsu          | Borsu                                        | 50° 23' 18" NB, 5° 19' 18" OL | 61012-CLT-0018-01 Info | |
| Boerderij "Aux Grives": het huis, de oude stallen, de schuur, bijgebouw omgebouwd tot conciërgerie, schuren, en de muren, een voorsprong van het pand en de andere eindigt in het oosten. |                    | Ocquier                | Rouan°17                                     | 50° 23' 50" NB, 5° 23' 27" OL | 61012-CLT-0019-01 Info | Boerderij "Aux Grives": het huis, de oude stallen, de schuur, bijgebouw omgebouwd tot conciërgerie, schuren, en de muren, een voorsprong van het pand en de andere eindigt in het oosten. |
| Pompmachine, het gebouw dat het huist het en de gehele installatie met mechanische pomp leidingen en afvoer, het portiek met vijf kleppen die de dam vormen op de Houyoux; klein hydraulisch rooster ter bescherming van de turbine, de klep en ontlading, (ondergronds) kanaal voor waterafvoer.                                       |                    | Les Avins              |                                              | 50° 24' 38" NB, 5° 17' 30" OL | 61012-CLT-0020-01 Info | Pompmachine, het gebouw dat het huist het en de gehele installatie met mechanische pomp leidingen en afvoer, het portiek met vijf kleppen die de dam vormen op de Houyoux; klein hydraulisch rooster ter bescherming van de turbine, de klep en ontlading, (ondergronds) kanaal voor waterafvoer.                                       |
| Hoeves en Molen van Val Tibièmont |                    | Clavier                | rue du Val n°1 en rue de Survillers n°1 en 2 | 50° 25' 29" NB, 5° 18' 2" OL  | 61012-CLT-0022-01 Info | Hoeves en Molen van Val Tibièmont |
| Grenspaal genaamd "Pierre au Loup" |                    | Clavier                |                                              | 50° 24' 24" NB, 5° 23' 17" OL | 61012-CLT-0023-01 Info | |
| Grenspaal genaamd "Fond du Val" |                    | Clavier                |                                              | 50° 25' 40" NB, 5° 24' 35" OL | 61012-CLT-0024-01 Info | |
| Grenspaal genaamd "Terre al Masse" |                    | Clavier                |                                              | 50° 25' 3" NB, 5° 24' 16" OL  | 61012-CLT-0025-01 Info | |
| De kapel van Vervoz (M) en het kasteel van Vervoz, de bijgebouwen, de kapel, het hek langs het weiland dat grenst aan de vijver en de kapel, de oude boerderij naast het kasteel, de grensmuur van het gehucht, de gebouwen van de twee oude boerderijen (met uitzondering van het huis Strebelle), de oude smederij en de smidse (EA). |                    | Vervoz                 |                                              | 50° 23' 48" NB, 5° 22' 24" OL | 61012-CLT-0026-01 Info | De kapel van Vervoz (M) en het kasteel van Vervoz, de bijgebouwen, de kapel, het hek langs het weiland dat grenst aan de vijver en de kapel, de oude boerderij naast het kasteel, de grensmuur van het gehucht, de gebouwen van de twee oude boerderijen (met uitzondering van het huis Strebelle), de oude smederij en de smidse (EA). |
| De kapel van Vervoz en het kasteel van VervozGeheel, interieur en exterieur, van het huis |                    | Clavier                | Roi Albert au n°3                            | 50° 25' 37" NB, 5° 21' 25" OL | 61012-CLT-0031-01 Info | De kapel van Vervoz en het kasteel van VervozGeheel, interieur en exterieur, van het huis |
| Ensemble van het kasteel van Vervoz en de omliggende terreinen |                    |                        |                                              | 50° 23' 33" NB, 5° 21' 45" OL | 61012-PEX-0001-01 Info | Ensemble van het kasteel van Vervoz en de omliggende terreinen |